# Legions of Bastards
Legions of Bastards è il sesto album in studio del gruppo musicale svedese Wolf, pubblicato nel 2011 dalla Century Media Records.

## Tracce
1. Vicious Companions – 3:41
2. Skull Crusher – 3:47
3. Full Moon Possession – 4:25
4. Jekyll & Hyde – 5:41
5. Absinthe – 4:44
6. Tales from the Crypt – 5:55
7. Nocturnal Rites – 5:30
8. Road to Hell – 4:15
9. False Preacher – 3:57
10. Hope to Die – 4:34
11. K-141 Kursk – 6:03

## Formazione

### Gruppo
- Niklas Stålvind – voce, chitarra
- Johannes Axeman – chitarra, voce addizionale
- Anders Modd – basso
- Richard Holmgren – batteria